# Jinjer

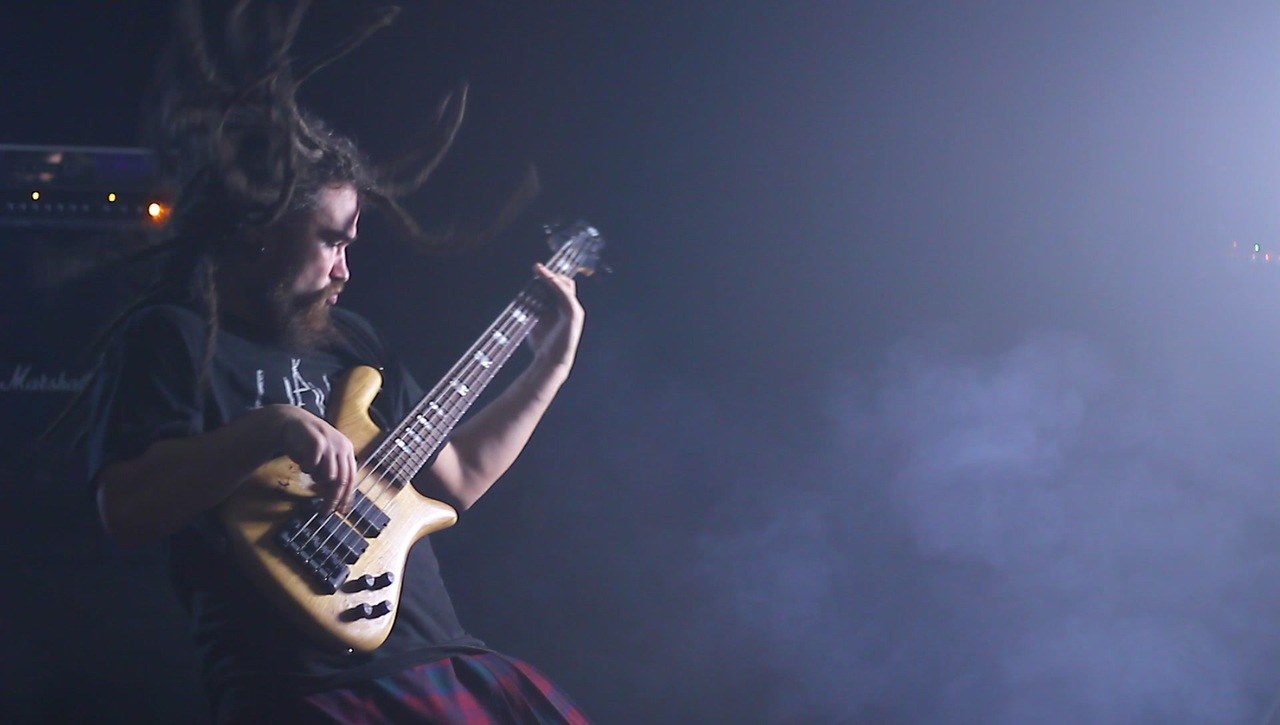
„Eugene” Abdiuhanov pe 16 septembrie 2014, interpretând „Exposed as a Liar”

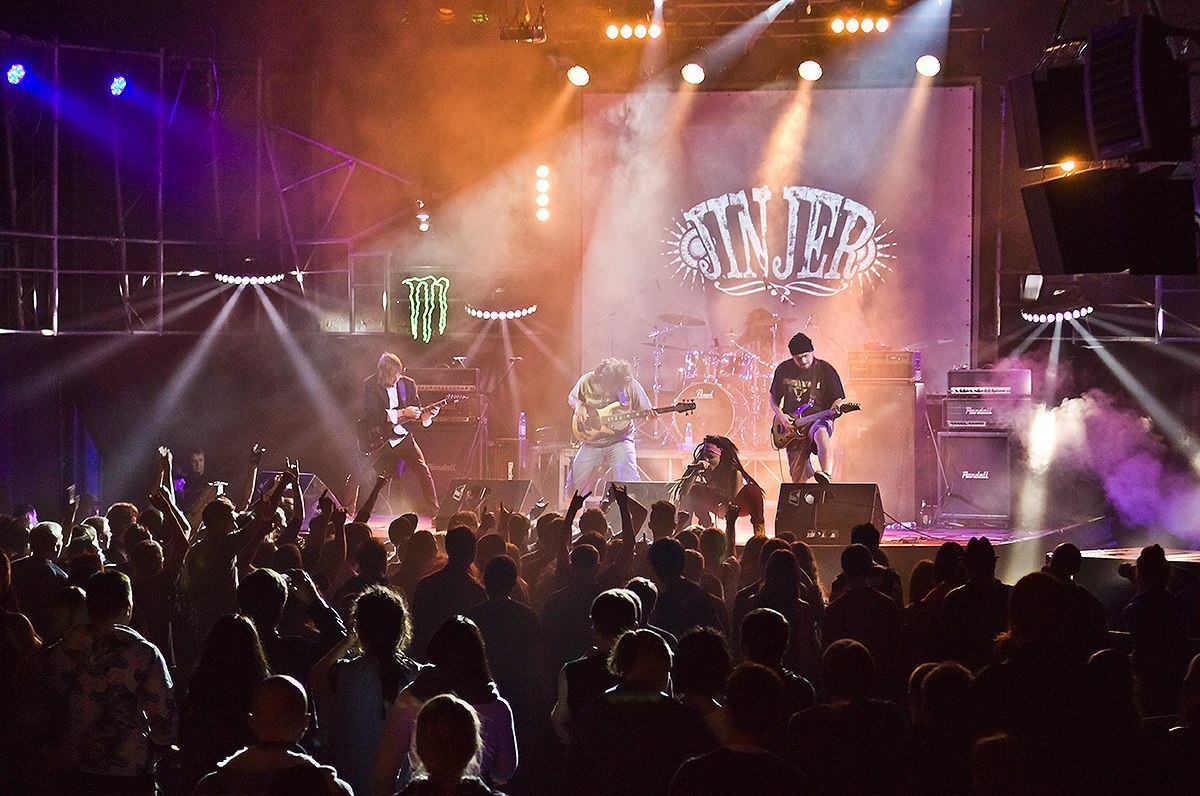
Jinjer la The Best Ukrainian Metal Act 2013

Jinjer (/ˈdʒɪndʒər/ „ginger”) este o trupă ucraineană de metalcore înființată în 2009. Stilul ei muzical încorporează elemente de death metal, progressive rock și nu metal. Printre formațiile de gen care i-au influențat, membrii trupei au indicat nume care Opeth, Karnivool și Textures, plus grupuri de orientări R&B, soul și hip-hop precum Cypress Hill. De la formarea sa trupa a lansat trei albume și trei EP-uri.

## Context
Jinjer a câștigat notorietate în parte pentru că în 2013 a obținut premiul pentru cea mai bună trupă ucraineană, decernat de casa de discuri kieveană InșaMuzika în cadrul Best Ukrainian Metal Award, performanță reeditată și în 2016, când a primit suplimentar și premiul pentru cel mai bun videoclip pentru piesa I Speak Astronomy. Atenția atrasă asupra sa a dus și la lansarea celui de-al treilea album, King of Everything, la Napalm Records, pe 29 iulie 2016. În 2017, Jinjer au participat la două turnee europene în deschidere la Arch Enemy, precum și la primul lor turneu nord-american, alături de Cradle of Filth, în 2018. La scurtă vreme după aceea, Jinjer au anunțat că vor lansa într-o versiune remasterizată albumul lor din 2014, Cloud Factory, tot la Napalm Records, în februarie 2018. În septembrie 2018, Jinjer erau ocupați cu înregistrarea celui de-al patrulea lor album de studio, iar pe 11 ianuarie 2019 au lansat EP-ul Micro. Tot în ianuarie 2019 trupa a pornit într-un turneu alături de Amorphis, Soilwork și Nailed to Obscurity.

## Membri
Membri actuali
- Tatiana Șmailiuk – voce (2010–prezent)
- Roman Ibramhalilov – chitare (2010–prezent)
- Evgheni „Eugene” Abdiuhanov – chitară bas (2011–prezent)
- Vladislav Ulasevici – baterie (2016–prezent)

Former members
- Dmitriy Oksen – chitare (2009–2015)
- Maksym Fatullaiev – voce (2009)
- Oleksandr Koziychuk – baterie (2011–2013)
- Yevhen Mantulin – baterie (2013–2014)
- Dmitriy Kim – baterie (2014–2016)

## Discografie
Albume de studio
- Inhale, Don't Breathe (remasterizat) (2013)
- Cloud Factory (2014)
- King of Everything (2016)
- Macro (2019)
- Wallflowers (2021)

EP-uri
- OIMACTTA (2009)
- Inhale, Do Not Breathe (2012)
- Micro (2019)